# 達爾滕冰原島峰
72°23′S 3°42′W / 72.383°S 3.700°W
達爾滕冰原島峰，是南極洲的冰原島峰，位於毛德皇后地的瑪塔公主海岸，處於迪爾滕冰原島峰東南面3公里和博格山西北面13公里，挪威製圖師根據探險隊的測量和拍攝的空中照片繪入地圖，現時由南極條約體系管理。